# Edmund Gennings
Edmund Gennings (ur. 1567 w Lichfield, zm. 10 grudnia 1591 w Londynie) – święty Kościoła katolickiego, angielski męczennik, ofiara prześladowań antykatolickich.
Edmund Gennings już jako dziecko wykazywał się niezwykłą wrażliwością. W 1583 roku nawrócił się na katolicyzm. Wstąpił do Kolegium Angielskiego w Reims i tam w 1590 roku przyjął święcenia kapłańskie. Po powrocie do ojczyzny podjął działalność duszpasterską i przez osiemnaście miesięcy apostołował pod przybranym nazwiskiem.
Edmund Gennings został aresztowany 10 grudnia 1591 roku w czasie odprawiania mszy świętej w domu Swituna Wellsa. Prócz gospodarza domu i kapłana powieszono przed domem także pozostałych uczestników katolickiej mszy świętej: Briana Lacy i Jana Masona. Prawdopodobnie zginął tam też Sydneusz Hodgson.
Męczeńskiej śmierci Edmunda Genningsa przypisuje się konwersję jego młodszego brata Jana, który później został franciszkaninem.
Beatyfikowany w 1929 roku przez papieża Piusa XI, a kanonizowany został w grupie Czterdziestu męczenników Anglii i Walii przez Pawła VI 25 października 1970 roku.
Dniem wspomnienia Edmunda Genningsa jest dzienna rocznica śmierci.